# 大陰唇
大陰唇（だいいんしん、英: Labia majora）とは、女性の外陰部における、脂肪組織に富んだ左右一対の皮膚のことである。尿道口や生殖器の内部を保護する役割を持つ。発生上は男性における陰嚢の皮膚に相当し、陰嚢の中央に縦に走る縫線は、左右の大陰唇が癒着した痕跡とも言える。
大陰唇の間にある縦に裂けた溝のことを「陰裂」と言い、左右の大陰唇が前方で合うところを前陰唇交連、後方で合うところを後陰唇交連と呼ぶ。思春期が始まると、外陰部に脂肪が貯まり大陰唇が大きく丸みを帯び始め、後に恥丘・大陰唇の皮下脂肪が多くなり膨隆し、色もやや黒っぽくなる。乳房のタナー段階がIII,またはIV（初経の1年前から3年後の間）に達した頃から陰裂に沿って陰毛が発生し始めるが、内側の方から発生するためにその段階の陰毛は足を揃えた状態では見えにくい。後に陰毛は、陰裂以外にも拡がっていく。
また、大陰唇の内側にある薄い肉びらのことを「小陰唇」と言う。
排尿を行うと陰裂に沿って残尿が付着するが、大陰唇は凸部になっていないため陰茎のように振ることができず、一般に陰茎に比べて残尿の量も多い。このため、排尿後にはトイレットペーパーなどで大陰唇を拭くか、ビデなどで洗う必要がある。尿意が切迫するなどしてトイレまで間に合わず、緊急避難的に野外で排尿した場合など、トイレットペーパーが手に入らない状況下での排尿を行うと、残尿を取り除くことは不可能なため着衣に残尿が付着するなど非衛生な状態に直結する。このため、女子は男子以上に野外での排尿が衛生的観点から推奨されない。やむを得ず野外での排尿が避けられない場合には事前にティッシュペーパーを準備することが好ましい。